# Powerhouse (musikalbum)
Powerhouse är Mustaschs tredje fullängdsalbum. Albumet spelades in i mars-maj 2005 och släpptes i juni samma år. Robert Laghi hade återvänt som producent. Ljudbilden påminner mer om Above All än Ratsafari, men blev inte riktigt det stora genombrott som många hade hoppats på. Detta kom istället med nästa fullängdare, Latest Version of the Truth.

## Låtlista
1. Haunted by Myself - 4:13
2. Accident Black Spot - 3:34
3. Frosty White - 3:54
4. Dogwash - 3:04
5. Turn It Down - 2:50
6. Life on Earth - 5:36
7. Powerhouse - 3:26
8. I Lied - 4:24
9. I'm Alright - 3:29
10. Evil Doer - 2:59
11. In the Deep - October - 8:02

## Singlar
Från skivan släpptes två singlar, Dogwash i maj 2005 och I'm Alright i november samma år. Båda singlarna är representerade på samlingen Singles A's & B's (2009).
Dogwash
1. Dogwash
2. No Religion

I'm Alright
1. I'm Alright
2. Forever/Whatever

## Banduppsättning
- Ralf Gyllenhammar, sång och gitarr
- Hannes Hansson, gitarr
- Mats Hansson, trummor
- Stam Johansson, bas